# Lasioglossum cyaneodiscum
Lasioglossum cyaneodiscum är en biart som först beskrevs av Cockerell 1946.  Lasioglossum cyaneodiscum ingår i släktet smalbin, och familjen vägbin. Inga underarter finns listade i Catalogue of Life.